# 真宗大谷派四日市別院
真宗大谷派四日市別院（しんしゅうおおたにはよっかいちべついん）は、大分県宇佐市四日市にある真宗大谷派の寺院である。同派の別院。真宗本廟（東本願寺）を本山と仰ぐ。日豊教区に所属する。
浄土真宗本願寺派の本願寺四日市別院（西別院）と隣接し、東別院とも呼ばれる。このように両派の寺院が隣接する景観は他の地域では見られないとされる。江戸時代には九州御坊と呼ばれ、九州の同派寺院を総監する大寺院として栄えた。
山門が2005年（平成17年）に大分県の有形文化財（建造物）に指定され、本堂はじめ堂宇5件が2009年（平成21年）に国の登録有形文化財に登録された。

## 沿革
以下では、真宗大谷派を「東派」や「東本願寺」とし、浄土真宗本願寺派を「西派」・「西本願寺」とする。
- 天正6年（1577年）頃 - 豊前国高家郷四日市（宇佐市四日市）の国人領主である渡邉加賀守統述（むねのぶ）が、家督を弟の渡邉左馬頭統政（むねまさ）に譲り入道。法名を専誉（せんよ、のちに専養）と名告り、宇佐郡山本村の虚空蔵寺跡に庵を結ぶが、大友氏の寺社弾圧により焼き討ちに逢い、弟子の了珎とともに豊後国油布院木嶋（別府市城島）、同国浦辺筋仏木村（豊後高田市田染）などを流浪[3][4]。
- 慶長5年（1601年） - 豊前国人一揆の終結に伴い、専誉が高家郷常徳に帰還し、真勝寺道場を開く。
- 慶長10年（1605年） - 専誉死去。内室が道場を継ぐが、後に渡邉左馬頭統政嫡男の正願が専誉の養子として3代目住持となる。
- 元和9年（1623年） - 正願が東本願寺第13代法主宣如より、寺号、親鸞聖人御影等を申受け、真勝寺が成立[3]。
- 寛永11年（1634年） - 正願死去。この年までに四日市市街の「中屋敷」に寺地を移転する（現在の真宗大谷派四日市別院の場所）。4代目住持正悦により、上宮太子真影ならびに三朝高僧真影を宣如より申受ける。
- 延宝2年（1674年） - 5代目住持丹山により、九間四面の本堂完成。
- 貞享四年（1687年） - 幕府より寺院開基年の改めがあり、専誉開基との申し伝えあるものの、年月不明のため元和9年正願により開基と届け出る[3]。
- 元文2年（1737年） - 真勝寺第8世住職・宗順の借金問題を発端として、真勝寺の末寺や門徒達の間で「真勝寺騒動」と呼ばれる派閥争いが起きる。
- 元文3年（1738年） - 本山より宗順は退隠を命じられ、真勝寺は本山（東本願寺）の抱寺[注 1]となる。
- 寛保3年（1743年）
  - 宗順は森山村の教覚寺住持恵明や川部村の正明寺などの末寺11ヶ寺と門徒1,300戸とともに西派の本願寺に改派。近隣郡中より集まった西派僧侶や門徒が大挙して真勝寺に押し入り、乱闘の末、寺を占拠。東派は幕府に事態を訴え出る。
  - 閏4月、寺社奉行・大岡忠相の裁可によって、真勝寺は公儀没収、宗順・恵明は遠島となるほか、西派関係者が入牢ののち獄死。
- 延享元年（1744年） - 寺跡が幕府から東本願寺に下附。真勝寺は九州における東本願寺の最初の本山掛所となり、御坊格式の儀も許可され「本願寺掛所豊前四日市御坊真勝寺」となる。
- 寛政11年（1799年） - 経蔵が完成。
- 文政8年（1825年） - 重層の本堂が完成。旧本堂は対面所となる。
- 慶応元年（1865年） - 山門が完成した。九州最大級。
- 慶応4年（1868年）1月14日 - 花山院隊の挙兵（御許山騒動）によって本堂と対面所が焼失した。
- 明治6年（1873年） - 「御坊」より「管刹（かんさつ）」と改称。
- 明治9年（1876年） - 真宗4派（東西本願寺・専修寺・錦織寺）共通の「宗規綱領」が発布され、「別院」と改称。
- 明治13年（1880年） - 本堂を再建した。幅28m、奥行き25mの大型の仏堂である。
- 明治14年（1881年） - 宗教団体法の規定により、宗派名が「真宗大谷派」と定まる。

## 文化財

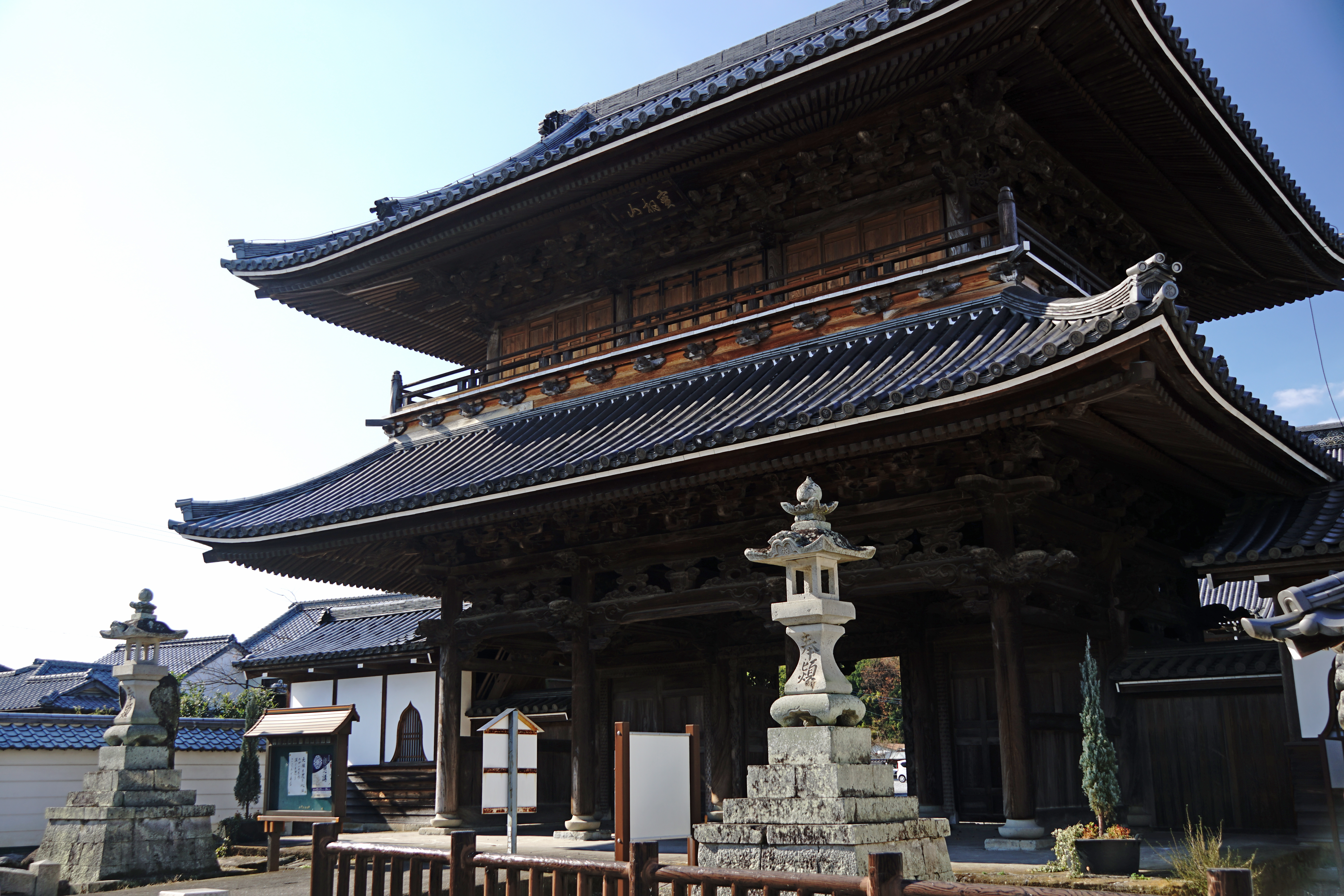
山門

国登録有形文化財
- 本堂[5]
- 経蔵[6]
- 太鼓楼[7]
- 土塀及び石垣[8]
- 石橋及び水路石垣[9]

大分県有形文化財
- 山門[10]